# قورباغه‌های درختی راستین

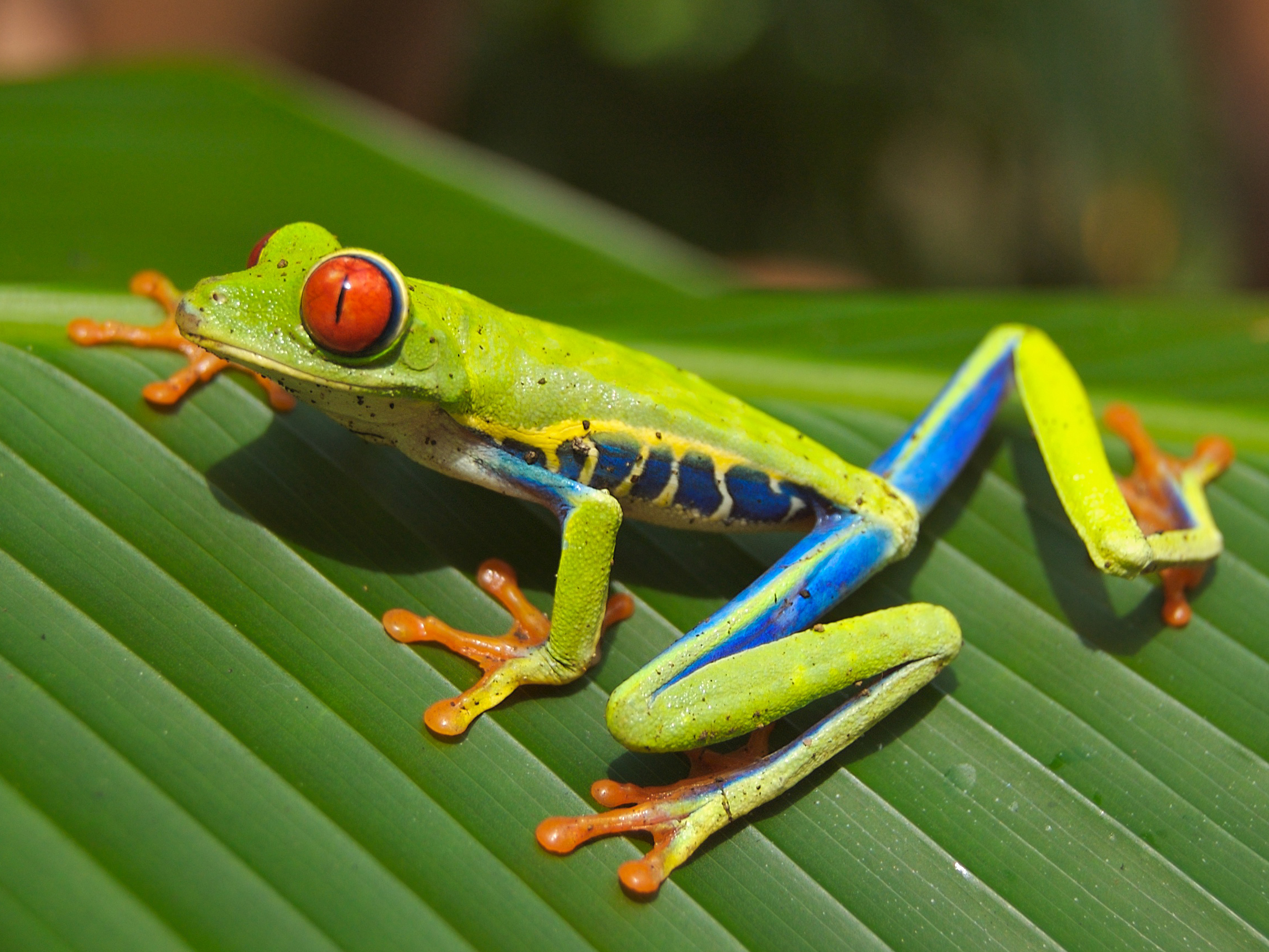
قورباغه درختی چشم‌سرخ در کاستاریکا

قورباغه‌های درختی راستین (Hylidae) یک خانواده بزرگ از قورباغه‌ها هستند که معمولاً به عنوان قورباغه درختی شناخته می‌شوند، البته بسیاری از آنها در درختان زندگی نمی‌کنند. از انواع آن می‌توان به قورباغه درختی سبز اشاره کرد.
خانوادهٔ قورباغه‌های درختی راستین Hylidae، خانواده‌ای محسوب می‌شود از زیرراستهٔ نوغوک‌سانیان، از راستهٔ بی‌دُم‌سانان و از ردهٔ دوزیستان. از برجسته‌ترین گونه‌های آن می‌توان قورباغه‌های هم‌سرا، درختی نیزار، درختی گلادیاتور، شست‌میخ، درختی دالان‌ساز مکزیکی، درختی زرد، آمروآسیایی، جویبار کوهستانی، درختی پا باریک و درختی پوزه‌دار را اشاره نمود. گونه‌های خانوادهٔ قورباغه‌های درختی راستین درمناطقی همانند مناطق معتدل آسیا، قاره‌های اروپا، شمال آفریقا و سرتاسر آمریکا دارای حیات می‌باشند. از سویی دیگر، این جانوران دارای بدنی کوتاه و بدون دُم، پوستی هموار، چشمانی درشت با مردمک افقی و دست‌هایی کوتاه و پاهایی بلند با انگشتانی چسبناک برای بالا رفتن از درختان هستند. علاوه بر این، این قورباغه‌ها انگشتانی پرده‌دار برای شنا کردن دارند.

## رفتار و اکولوژی
گونه‌هایی از جنس Cyclorana قورباغه‌های حفاری هستند که بیشتر عمر خود را در زیر زمین می‌گذرانند.

## زادآوری
هایلیدها تخم‌های خود را در مکان‌های مختلف بسته به گونه می‌گذارند. بسیاری از حوضچه‌ها یا گودال‌هایی که در سوراخ‌های درختانشان جمع می‌شوند، استفاده می‌کنند، در حالی که برخی دیگر از بروملیاد یا دیگر گیاهان نگهدارنده آب استفاده می‌کنند. گونه‌های دیگر تخم‌های خود را روی برگ‌های گیاهی که روی آب آویزان شده‌اند، می‌گذارند و به بچه‌قورباغه‌ها اجازه می‌دهد هنگام بیرون آمدن از تخم در حوضچه بیفتند.
تعداد کمی از گونه‌ها از جریان‌های سریع استفاده می‌کنند و تخم‌ها را محکم به بستر می‌چسبانند. قورباغه‌های این گونه‌ها دارای مکنده‌هایی هستند که آنها می‌توانند تا پس از بیرون آمدن از تخم به صخره‌ها بچسبند. سازگاری نامعمول دیگری در برخی از هیولیدهای آمریکای جنوبی یافت می‌شود که تخم‌ها را در پشت ماده پرورش می‌دهند. قورباغه‌های اکثر گونه‌های هیلید دارای چشم‌های جانبی و دم‌های پهن با نوک باریک و رشته‌ای هستند.

## نگارخانه

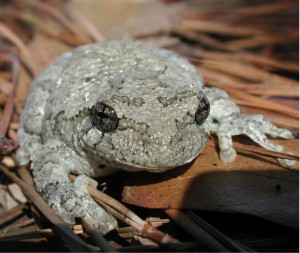
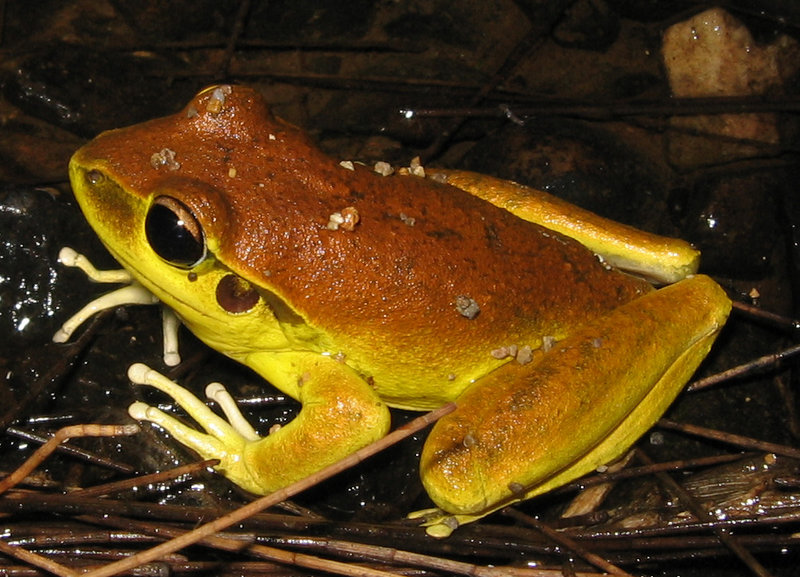
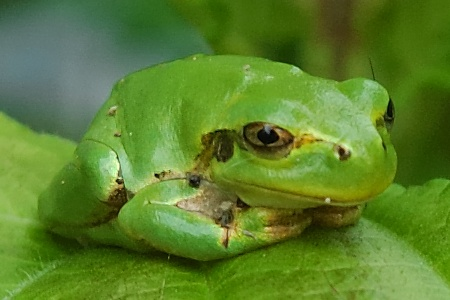
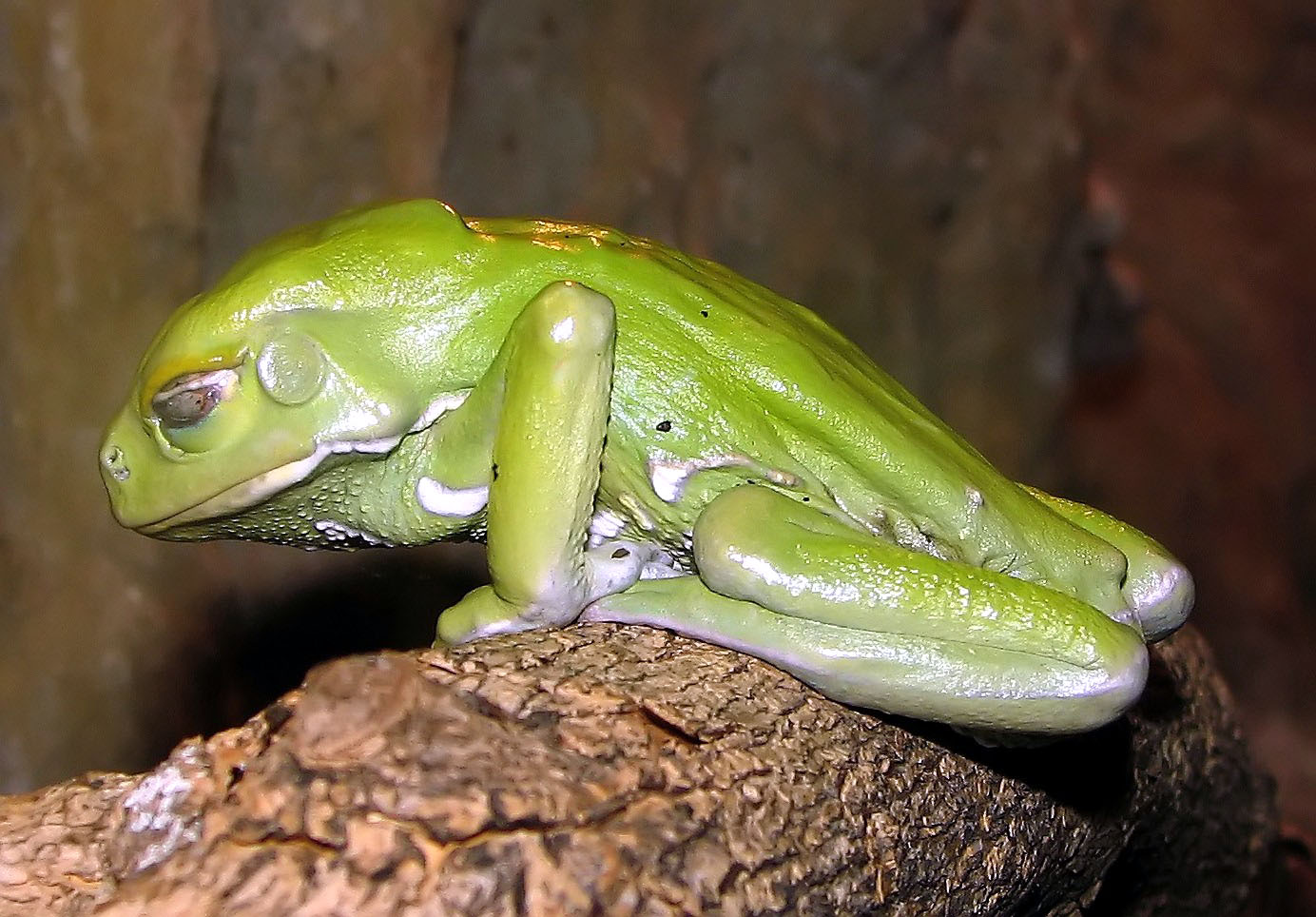
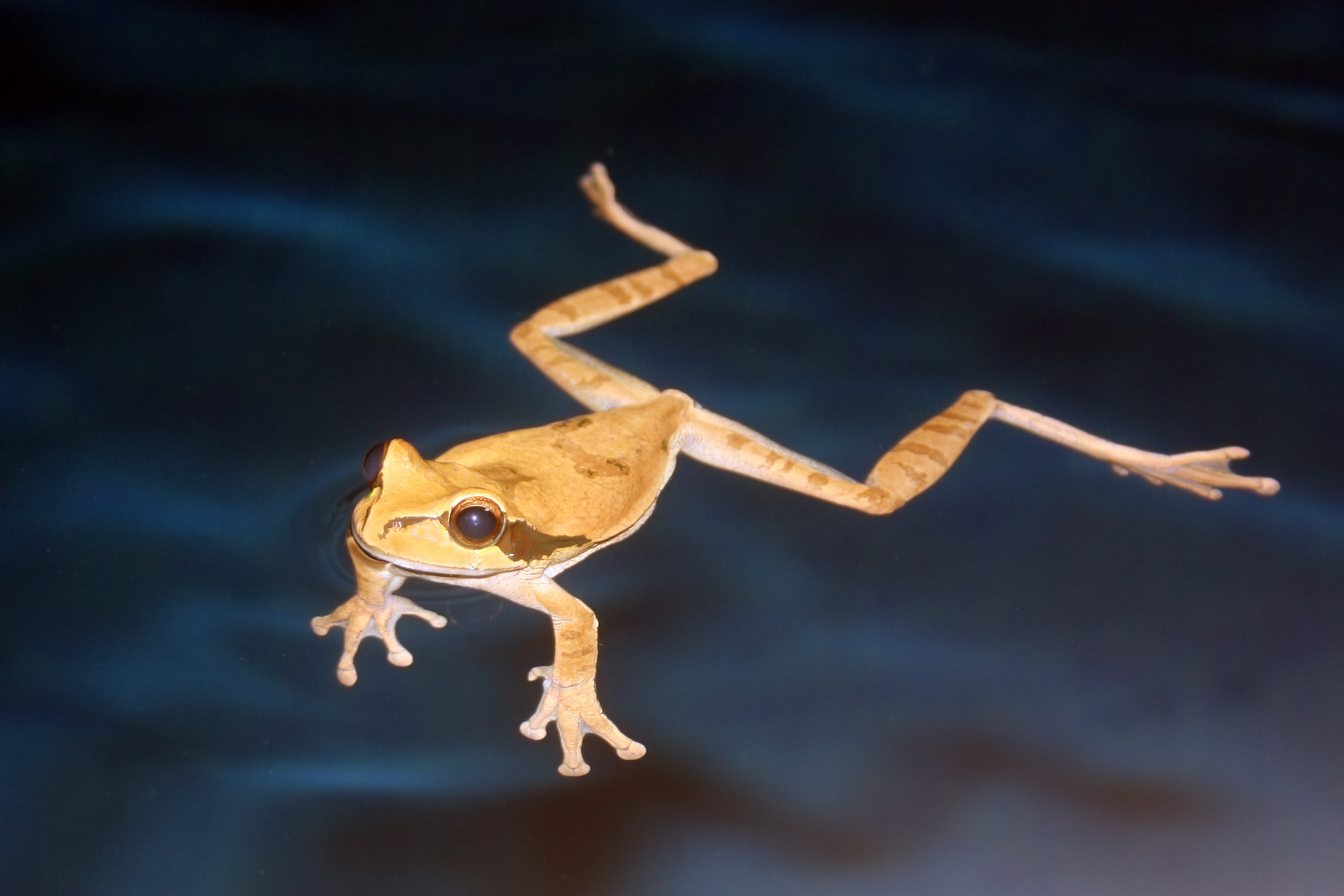